# سعيد الناصري
سعيد الناصري (مواليد 25 سبتمبر 1960) هو ممثل ومخرج أفلام مغربي. شارك في عدة أفلام وسيتكومات كان هو بطلها، ظهر لأول مرة عام 1988، اشتهر بدوره الكوميدي العوني.

## أعماله

### الأفلام
- ولد الدرب
- الباندية
- لعب مع الذئاب
- عبدو عند الموحدين
- الخطاف
- زوج للكراء
- مروكي في باريس
- سارة
- الحمالة
- أخناتون في مراكش
- نايضة

### السيت كوم
- أنا وخويا ومراتو 1998
- أنا ومراتي ونسابي 1999
- عتج 2001
- الربيب 2004
- العوني ج 1 2005
- العوني ج 2 2007
- نسيب الحاج عزوز 2009
- تبدال المنازل 2014
- البوي ج1 2019
- البوي ج2 2020
- زوجتك نفسي 2021
- البوي ج3 2022
- نائب الرئيس 2024

## روابط خارجية
- سعيد الناصري على موقع IMDb (الإنجليزية)
- سعيد الناصري على موقع قاعدة بيانات الأفلام العربية
- سعيد الناصري على موقع ألو سيني (الفرنسية)
- سعيد الناصري على موقع أول موفي (الإنجليزية)
- سعيد الناصري على موقع قاعدة بيانات الفيلم (الإنجليزية)
- سعيد الناصري على موقع كينوبويسك (الروسية)